# 블라다 로슬랴코바
블라다 로슬랴코바(러시아어: Влада Рослякова, 1987년 7월 8일 - )는 러시아의 모델이다. 본명은 엘레나 블라디미로브나 로슬랴코바(러시아어: Еле́на Влади́мировна Росляко́ва)이다.

## 약력
모델 일을 시작했을 때 그녀는 자신의 이름을 엘레나에서 블라다로 바꾸었는데 그 이유는 엘레나 로센코바라는 모델과 혼동되는 것을 피하기 위해서였다. 블라다 로슬랴코바는 러시아에서 모델 일을 시작하여 일본 도쿄로 옮겼다. 그녀는 미국 뉴욕으로 가서 곧 유명한 디자이너들과 함께 일하기 시작했다. 블라다 로슬랴코바는 제시카 스탐, 리사 칸트, 사샤 피보바로바, 헤더 막스, 젬마 워드 등과 더불어 아기같이 예쁘고 귀여운 얼굴을 가진 여자 모델로 유명하다. 블라다 로슬랴코바는 니나 리치, 모스키노 칩앤시크, D&G, 비버리, 헤르메스, 미스식시, 맥스마라, 돌체 앤 가바나, 데레쿠니, 라코스테, DKNY 등의 광고에 모델로 출연하였다.
블라다 로슬랴코바는 알베르타 페라티, 알렉산더 맥퀸, 보테가 베네타, 크리스티앙 디오르, 조르조 아르마니, 요지 야마모토, 캘빈 클라인, 지안프랑코 페레, 장 폴 고티에, 이브 생 로랑, 로베르토 카발리, 샤넬, 루이뷔통 등 유명 디자이너들의 런웨이 무대에 모델로 섰다.
그리고 보그, 누메로, W, V, 마리끌레르, 하퍼스 바자, 엘르, 데이즈드 앤 컨퓨즈드, 로피시엘, i-D 등 유명 패션 잡지에 모델로도 출연하였다. 또한 보그, 하버스 바자 등에서는 블라다 로슬랴코바의 사진이 잡지의 표지를 장식하였다.
파리판 보그 잡지에서는 2000년대 세계 모델 30인 가운데 한 사람으로 블라다 로슬랴코바를 지명하였다.
2011년, 블라다 로슬랴코바는 스와로브스키의 광고 모델로 채용되었다.

## 사진

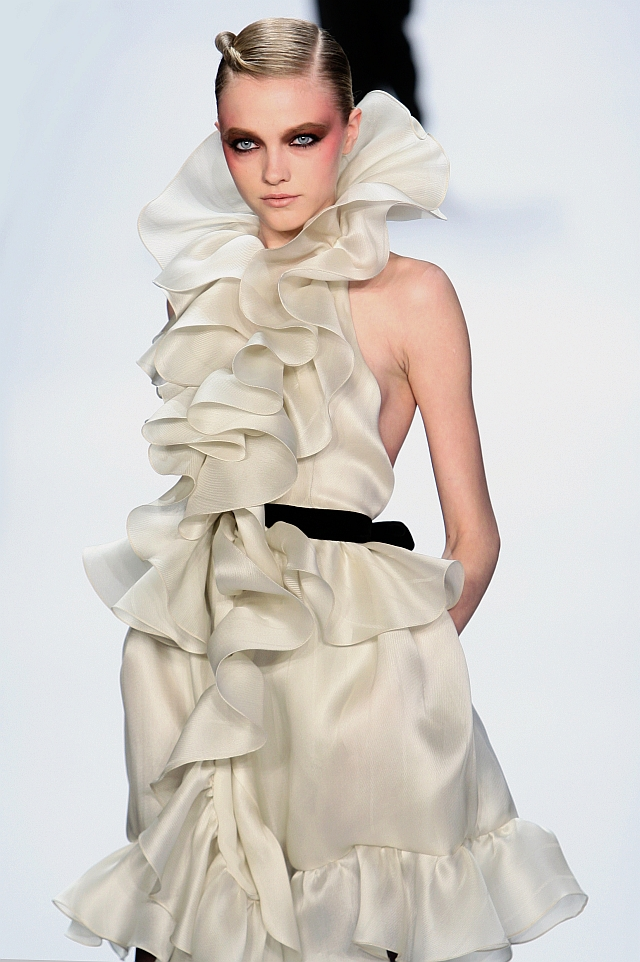
블라다 로슬랴코바